# 나팔산성 전투

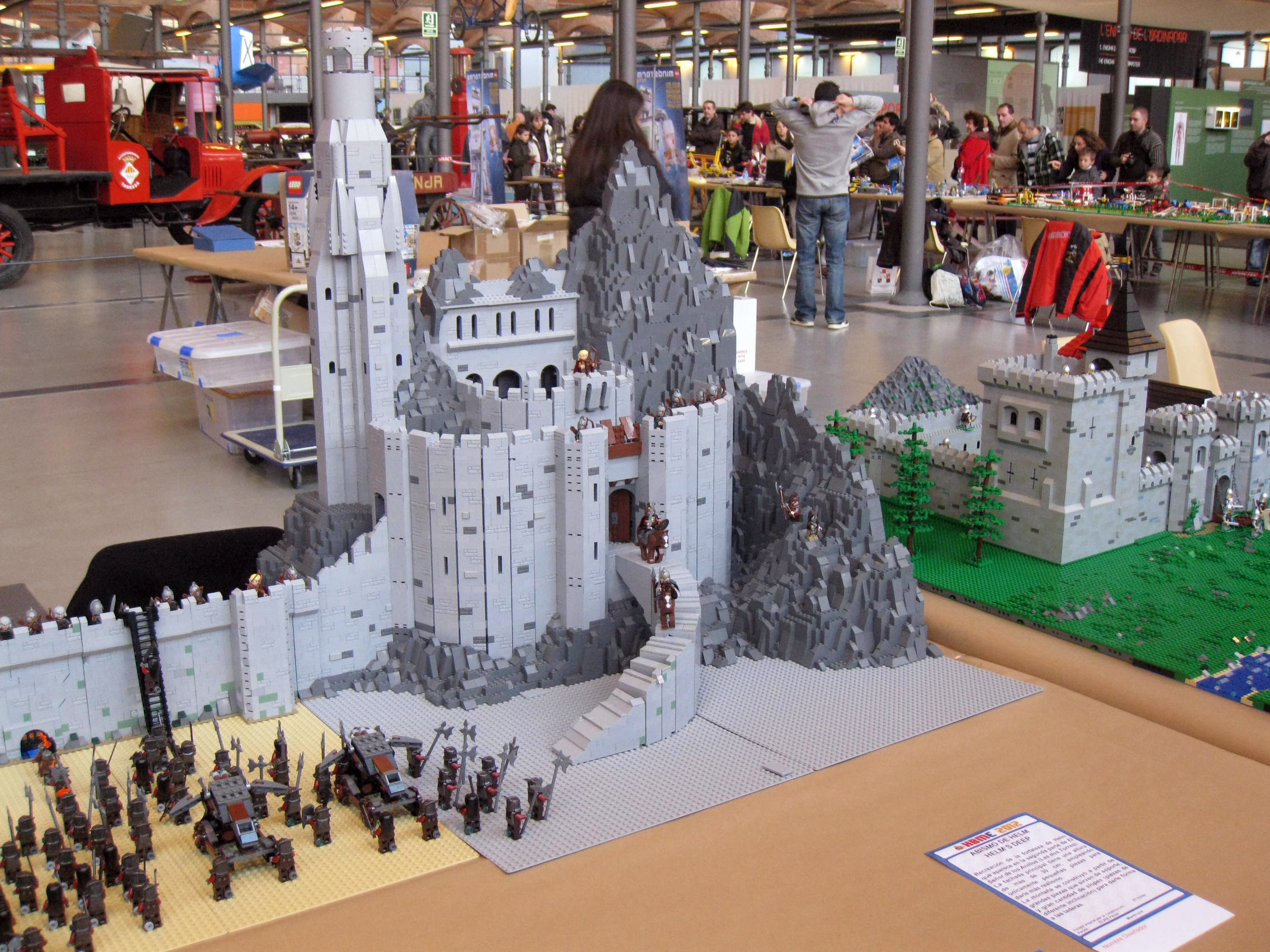
레고로 만든 헬름 협곡에서 벌어지는 나팔산성 전투

나팔산성 전투는 J. R. R. 톨킨의 소설 반지의 제왕에 등장하며, 헬름 협곡에서 사루만의 군세와 로한군과의 사이에 싸워진 가공의 전투이다. 헬름 협곡 전투라고도 한다.
사루만의 군세의 주전력은 오크, 우루크하이, 갈색인이며, 로한군에는 여행의 동료의 일부의 간달프, 아라고른, 김리, 레골라스와 판고른의 숲의 후오른이 가세했다.

## 싸움의 발단
제3시대 3018년 9월, 간달프는 아이센가드를 탈출한 사루만이 로한에 피해 로한에 해의를 안고 있는 것을 세오덴 왕에게 경고했다. 이 후, 사루만은 로한 전체에 걸치는 주권을 주장해, 로한과 항쟁을 시작해 왕의 고문으로 해 사루만의 간첩, 그리마 웜통그는 사우론의 위협을 이유로 사루만에 대한 소극책을 왕에게 진언하게 된다.
3019년 2월 25일, 아이젠의 얕은 여울의 전투에서, 세오덴 왕의 외아들 세오드레드 왕자가 전사한다.
3월 2일, 아이젠의 얕은 여울로 다시 전투가 일어나, 서쪽의 골짜기의 영주 에르켄브란드는 패퇴해, 철퇴, 생사 불명이 되었다.
동일 간달프의 일행이 에도라스에 도착해, 세오덴을 달래, 뱀의 혀의 영향력을 배제해, 붙잡히고 있던 에오멜을 해방하는 것과 동시에, 군사를 서쪽으로 보내, 사루만과 자웅을 결정해야 할 일을 진언했다. 왕은 비무장민을 써레사이에 피난시켜, 그들의 지도자로서 에오윈 공주를 지명해, 자신은 에도라스 근교로부터 군사를 소집해 헬름 협곡에 진군했다. 도중에 에르켄브란드의 패퇴를 알아, 각적성에서 아이젠가르드의 군세를 맞아 싸우기로 했다.
한편, 사루만은 아이센가드의 전군세를 동쪽으로 향해서 진군시켜 각적성에서 양군은 충돌했다.

## 경과
간달프는 나팔산성에 들어오지 않고 세오덴왕의 아래를 떠나 아이센가드로 향했다.
3월 3일의 밤, 왕의 군세는 각적성에서 얕은 여울로의 패잔병 1000명으로 합류했다. 한밤중을 지나 아이젠가르드군은 공성을 개시해, 로한군이 응전한 것으로 전투가 시작되었다. 아이젠가르드군은 몇 번이나 성문이나 방벽을 공략하려고 해 실패했지만, 「오르산크의 불」(화약이라고 생각된다)을 사용해 방벽의 일부를 날려 버려, 방벽을 돌파해 수비측은 후퇴.
새벽과 함께, 세오덴왕은 헬름의 큰 피리를 불어 울려, 성으로부터 출진했다. 동시에 에르켄브란드 및 간달프가 인솔하는 천 명의 군사가 나타나 한층 더 후오른의 숲이 성의 앞에 출현했기 때문에, 아이젠가르드군은 전의를 잃어, 패주했다.

## 결과
아이센가드군은 괴멸했다. 후오른의 숲을 위해서 오크, 우루크하이는 전멸해, 갈색인은 많이 항복했다. 로한군의 피해도 심했다.
싸움의 뒤, 간달프, 세오덴과 에오메르, 근위 사관수명, 아라고른, 김리, 레골라스는 아이센가드로 향해 갔다. 또, 왕은 로한 전역에서 전투 가능한 사람을 에도라스에 소집하는 사용을 보냈다. 그 외의 로한군의 살아 남아, 갈색인 중 항복한 것은 전사자의 매장 작업을 했다.
이 전투와 엔트에 의한 아이센가드의 파괴에 의해서 사루만의 전력은 소멸해, 로한에게 서쪽에서의 위협은 없어졌다.